# Autoradiopuhelin
ARP (název Autoradiopuhelin pochází z finštiny, česky Radiotelefon do auta) byla první komerčně ovládaná veřejná mobilní síť ve Finsku. Technologie vychází z nulté generace (0G), a i když měla buňky, přechod mezi nimi nebyl souvislý. Síť byla navržena v roce 1968 a výstavba začala roku 1969. Spuštěna byla v roce 1971 a dosáhla 100% pokrytí v roce 1978 se 140 základnovými stanicemi. Síť ARP byla uzavřena na konci roku 2000 společně s NMT9000.
ARP byl úspěch a dosáhl velké popularity (10800 uživatelů v roce 1977, 35000 v roce 1986), ale nakonec se stal příliš přeplněným a byl postupně nahrazen modernější technologií NMT. Nicméně ARP bylo dlouho jedinou mobilní sítí se 100% pokrytím a je stále populární mezi několika skupinami uživatelů.
ARP fungoval na frekvenci 150 MHz (147.9 - 154.875 MHz). Přenosový výkon se pohyboval mezi 1 až 5 watty. Používal se poloduplexní přenos, což znamená že nešlo vysílat a přijímat zároveň. Byl analogový, neměl žádné kódování, takže hovory mohly být odposlouchávány. Začínalo se s ručním přepínacím zařízením, ale v roce 1990 již bylo vše zautomatizováno, i když v té době klesl počet uživatelů na 980. ARP nepodporoval předávaní, takže se hovory přerušovaly při přesunu do nové buňky. Dosah buňky byl přibližně 30 km.
ARP mobilní terminály byly velmi velké a vešly se pouze do kufrů aut, se sluchátky a mikrofonem poblíž řidičova sedadla. ARP bylo také nákladné.